# Agelas gracilis
Agelas gracilis Whitelegge, 1897 è una spugna della classe delle Demospongiae, diffusa nelle acque dell'oceano Pacifico meridionale.
Ha una relazione simbiotica con la zoantharia bianca creando polipi rossi e bianchi.